# Credibilidad

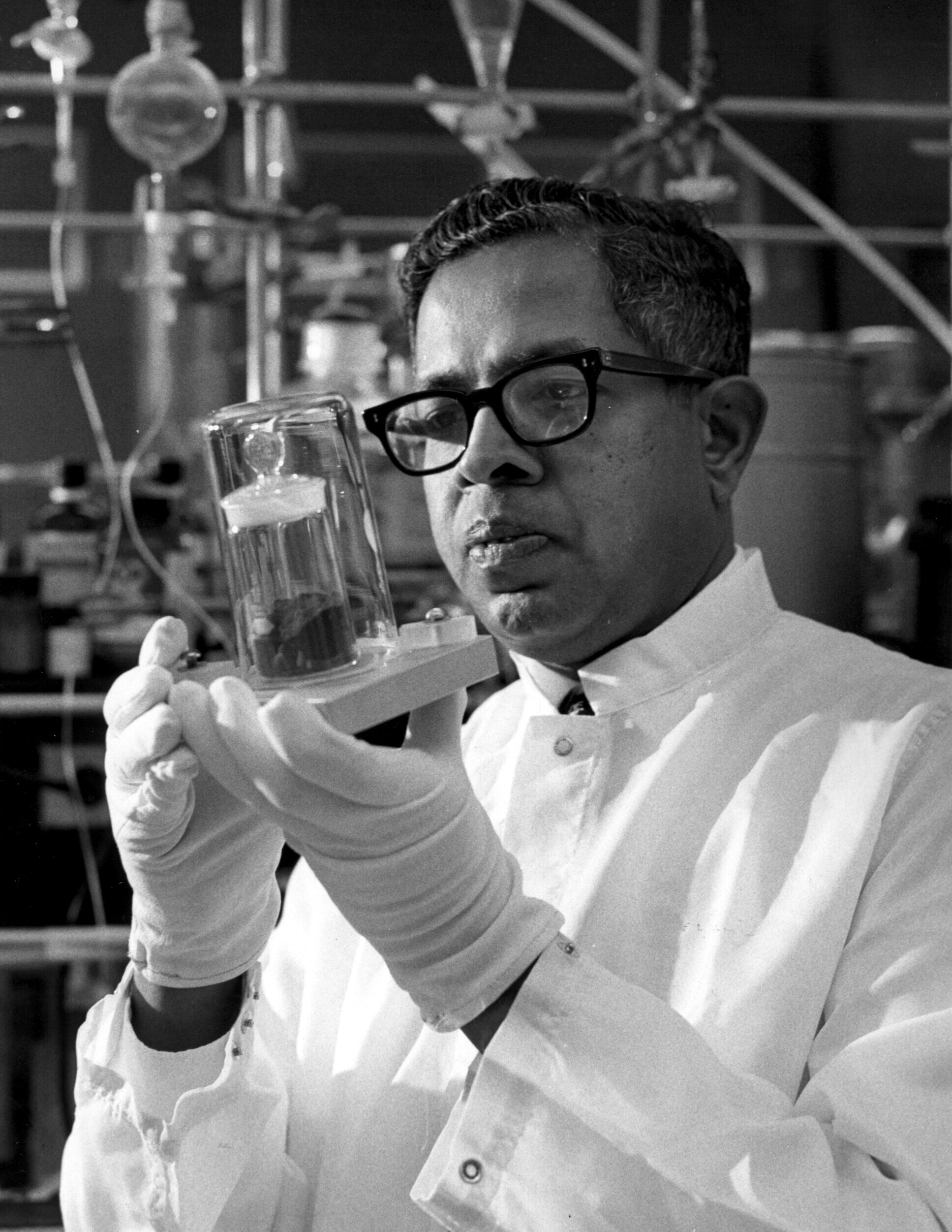
Los científicos con doctorado se consideran fuentes creíbles en su campo de especialización, debido a sus estudios avanzados. En la imagen, el Dr. Cyril Ponnamperuma (Jefe de la Subdivisión de Evolución Química Anes de la NASA) analiza una muestra lunar.

La credibilidad es la cualidad atribuida a una fuente o a un mensaje que mide la disponibilidad del destinatario a aceptar como verdaderas las afirmaciones recibidas. Incluye un componente objetivo y uno subjetivo. Una información, un documento, una estadística, un perito, etc. se juzgará más o menos creíble en función de la idea que tenga el destinatario del nivel de veracidad y/o verificabilidad de la fuente, y por extensión, del nivel general de confianza que deposita en ellos.

## Definiciones de credibilidad
La definición de credibilidad remonta hasta la Retórica de Aristóteles (I, 2, 1356a1-20).  Aristóteles dividió los medios de persuasión en tres categorías: la credibilidad de la fuente (Ethos), las apelaciones emocionales o motivacionales (Pathos) y la lógica utilizada para respaldar una afirmación (Logos). Según Aristóteles, el término Ethos tiene dos componentes clave: confianza y competencia. Ambos dependen tanto de factores subjetivos (por ejemplo, afinidades éticas, ideológicas o estéticas) como de características objetivas del mensaje (por ejemplo: calidad de la información, exahustividad, referenciación, falta de incongruencias), o de la fuente (acreditaciones académicas o profesionales, prestigio, trayectoria, credenciales, o no haberse visto involucrada en episodios que hayan producido sospechas sobre su honestidad). Otras dimensiones secundarias son el dinamismo o carisma de la fuente y la atracción física que genera en medios de comunicación que transmiten la imagen del emisor. 

### En el campo legal
Inimico testi credi non oportet
No hay que creer a un testigo hostil (a una parte en causa)
Marco Tulio Cicerón, Pro Fonteio

La credibilidad como término legal puede usarse tanto para describir la confiabilidad de un testigo como de su testimonio  en un proceso judicial. Por ejemplo, un testigo no es creíble si tiene un interés potencial en el caso. Por otro lado, incluso un testigo creíble puede no ser capaz de proporcionar un testimonio confiable (es decir, una declaración precisa, completa y libre de contradicciones), por ejemplo, sobre un evento que ocurrió hace muchos años.

### Teoría de juegos
Con el intento de devolver la credibilidad a un contexto mensurable, la Teoría de juegos busca cuantificar la credibilidad del oponente a través de intentos de juego. En particular, la credibilidad indica la creencia de que los anuncios del adversario se harán efectivamente realidad. Uno de los puntos clave es que "la credibilidad hay que ganarsela".

## Credibilidad de las fuentes
Los medios de comunicación ponen a disposición de todos una gran cantidad y una gran variedad de informaciones y de puntos de vista. Entre la publicación y la utilización de contenidos suele existir un filtro no basado en la veracidad de la información ni en la competencia del hablante, sino en la actividad de los periodistas y en motores de búsqueda personalizados que no han sido adecuadamente verificados. Las burbujas de filtración que se crean aumentan enormemente el sesgo de confirmación, ya que es posible encontrar solo fuentes que respalden la opinión original del lector.
La credibilidad en Internet se ha convertido en un tema importante desde de mediados de la década de 1992, en que se ha incrementado de forma sensible el uso de la [web] como fuente de información. Las características abiertas de esta plataforma de comunicación que permiten la publicación de informaciones sin restricciones ni controles editoriales, junto con la práctica del anonimato o pseudoanonimato (utilización de apodos o nickname) han introducido nuevos factores de incertidumbre en la concesión de credibilidad. Diversos proyectos académicos investigan sobre este fenómeno. Entre ellos, encontramos el Proyecto sobre credibilidad y medios digitales de la Universidad de California en Santa Bárbara que ha publicado avances recientes y mantiene estudios en curso en este tema, incluyendo análisis de medios digitales y juventud. Adicionalmente, el Laboratorio de tecnología persuasiva de la Universidad de Stanford ha estudiado la credibilidad de la web y un listado de componentes principales que intervienen en la generación de credibilidad en Internet y una teoría general llamada Teoría de interpretación de la relevancia. Otra propuesta teórica es el Marco Unificador de la Credibilidad (Brian Hilligoss y Soo Young Rieh, 2008). También encontramos estudios en países europeos (Finlandia y Suecia) y asiáticos (Corea del Sur). 
En España, la investigación sobre credibilidad se ha enfocado desde los estudios sobre periodismo. De acuerdo con el código deontológico de la Sociedad de Periodistas Profesionales, la integridad profesional es un aspecto fundamental de la credibilidad de los periodistas. Desde 2005 y hasta 2012,  la Asociación de la Prensa de Madrid (APM) realizó investigaciones sobre la credibilidad de los medios y los periodistas recogidos en los Informes Anuales de la Profesión Periodística. Estos estudios fueron los primeros en España que analizaron la credibilidad de los medios desde la perspectiva de la audiencia (Farias 2008).
Pero en el escenario comunicativo actual, donde Internet está cambiando el consumo de lo que se entendía como comunicación de masas, el estudio de la credibilidad se está ampliando para focalizarse en los receptores, que con toda probabilidad se informan en fuentes muy diversas (redes sociales, blogs, foros). En el congreso de la Asociación Española de Investigación de la Comunicación celebrado en Tarragona en 2012 se presentó una comunicación sobre cómo usuarios de Internet concedían credibilidad en el ámbito de la información económica. De acuerdo con este estudio, los cambios específicos introducidos por Internet son: verificación de los datos a través de enlaces y búsquedas, consultas en fuentes oficiales, seguimiento de fuentes alternativas (blogs sobre todo) a lo largo del tiempo.
En un ámbito más informal también se habla de Street cred (O "credibilidad de la calle" en español) es un neologismo contemporáneo que se refiere a la credibilidad o aceptabilidad entre los habitantes de ciudades de los jóvenes o a la moda, particularmente aquellos que apoyan el movimiento hip-hop.
En la necesidad de evaluar la situación y tomar decisiones incluso en sistemas complejos (por ejemplo, medio ambiente natural, clima, biodiversidad) aumenta la importancia de una evaluación de la credibilidad de la información. Sin embargo, no existe un método universalmente válido, sino solo una gran cantidad de indicadores.
| indicador                                     | Indicador de credibilidad | Indicador de falta de credibilidad |
| --------------------------------------------- | --- | --- |
| Autor                                         | - El autor está capacitado en el campo (por ejemplo, un médico que se especializa en el campo para ciertos temas médicos) - Existe la posibilidad de contactar al autor - Hay fuentes técnicamente relevantes que hacen referencia al autor en el tema dado | - Visión radical que desprecia otros puntos de vista (por ejemplo, xenofobia) - Visiones esotéricas o religiosas (por ejemplo, curación cuántica o reencarnación) - Ignorancia del método científico (por ejemplo, teorías e hipótesis confusas) - El autor está sujeto a un conflicto de interés |
| Editor                                        | - El editor ha sido revisado por pares - Datos financieros públicos - Gran cantidad de artículos científicos y técnicos - Autocorrección transparente con indicación del motivo y hora del cambio                                                           | - El editor está sujeto a censura estatal o conflictos de intereses - Orientación hacia un grupo objetivo no profesional - Oferta de producto o publicidad de producto, que debería ayudar con las dificultades mencionadas |
| Formato                                       | - Hay un foro de discusión abierto al público - La fuente está sujeta a revisión por pares | - Hay un foro bloqueado o restringido - Los lectores u otras fuentes contradicen el punto de vista del autor con argumentos racionales o referencias a fuentes científicas |
| Referencias                                   | - Puede determinar la fuente original - La fuente original confirma el contenido del artículo | - La fuente contradice el artículo o cubre un tema diferente |
| Reproducibilidad                              | - Hay otras fuentes sobre el tema que hacen la misma afirmación y llegan a la misma conclusión. - Hay otros estudios científicos y meta-estudios que confirman un estudio.                                                                                  | - Se han retirado los estudios que hacen la misma afirmación - Hay fuentes contradictorias con diferentes conclusiones sobre las mismas hipótesis. |
| Realidad                                      | - La información está actualizada | - La premisa de la información ha cambiado mientras tanto (por ejemplo, un texto legal retirado o rechazado) - Hay información más reciente disponible que contradice la información proporcionada anteriormente |
| Conclusiones falsas y distorsiones cognitivas | - Redacción clara e inequívoca - Formulación objetiva - El autor trata de anticipar conceptos erróneos comunes. - La opinión del lector es cuestionada por razones comprensibles                                                                            | - El artículo muestra errores lógicos - Las conclusiones del autor también se pueden explicar en términos de sesgo cognitivo - Uso de términos que dejan espacio para la interpretación, sin una definición precisa (por ejemplo, energía, vibración, fluido) - Teorías de conspiración - Redacción emocional - La opinión del lector se confirma sin una cadena final perfectamente comprensible. - Uso de retórica |